# The ConstruKction of Light
The ConstruKction of Light es un álbum de la banda británica de rock progresivo King Crimson lanzado en el 2000.

## Lista de temas
1. «ProzaKc Blues» (5:28)
2. «The ConstruKction of Light» (part 1) (5:49)
3. «The ConstruKction of Light» (part 2) (2:50)
4. «Into the Frying Pan» (6:54)
5. «FraKctured» (9:06)
6. «The World's My Oyster Soup Kitchen Floor Wax Museum» (6:24)
7. «Larks' Tongues in Aspic(Part IV)» (part 1) (3:41)
8. «Larks' Tongues in Aspic(Part IV)» (part 2) (2:50)
9. «Larks' Tongues in Aspic(Part IV)» (part 3) (2:36)
10. «Coda: I Have a Dream» (4:51)
11. «Heaven and Earth» (7:46) (interpretada por ProjeKct X)

- «Heaven and Earth» es tomada del ProjeKct X álbum "Heaven and Earth" que fue grabado al mismo tiempo que "The ConstruKction of Light"

## Personal
- Robert Fripp - Guitarra
- Adrian Belew - Guitarra y Voz
- Trey Gunn - Warr Guitar
- Pat Mastelotto - Batería y Percusión

- Datos: Q212034